# San Jerónimo penitente (Durero)
San Jerónimo penitente es una pintura al óleo sobre tabla de peral de 23 x 17 cm de Alberto Durero, de hacia 1496 y conservada en la National Gallery de Londres.

## Historia y descripción
La obra fue atribuida a Durero en 1957, en base a la similitud del león con una aguada sobre pergamino seguramente del artista en la Kunsthalle de Hamburgo. Tal dibujo se remonta a la época del segundo viaje a Italia (1506-1507) y se basó casi ciertamente sobre una de las numerosas representaciones del león de San Marcos presentes en Venecia. Otros estudios se emplearon para crear el paisaje, vinculados a las canteras de piedra a las afueras de Núremberg.
El tema de san Jerónimo penitente es muy frecuente en la pintura de la época. Quizás Durero se inspiró en una de las tablas de Giovanni Bellini o en una pintura de Lorenzo Lotto de 1506. El motivo de las rocas desnudas hace de hecho pensar en una influencia italiana, como las obras de Andrea Mantegna.
Jerónimo está representado durante su etapa de ermitaño con todos los atributos típicos: el león domesticado, el sombrero y manto cardenalicios en el suelo como signo de sus renuncia a los honores terrenos, el libro (fue el traductor de la Vulgata), la piedra en la mano para golpearse el pecho como penitencia y el crucifijo al cual dirigir las oraciones.
Típicamente nórdica es la atención a la naturaleza también en los aspectos más humildes, como la mariposa blanca cerca de los jilgueros, un símbolo crístico, bebiendo en el riachuelo abajo a la derecha, el brillo en la corteza del árbol tronchado o las briznas de hierba una a una.
El cielo del fondo, con los dramáticos matices rojizos y dorados del amanecer, recuerda una acuarela del pintor, el Estanque en un bosque, en el Museo Británico.
La pequeña tabla, lo que sugiere que fue encargada para la devoción privada, también está pintada por el reverso con un cielo oscuro y un cometa, estrella o explosión celeste, probable referencia al fin del mundo según descripciones del Apocalipsis y tal vez inspirado en el meteorito de Ensisheim de 1492.
Anteriormente en el Museo Fitzwilliam de Cambridge, fue luego adquirida por el museo londinense. Primero datada en una fecha tardía, hacia 1519, es hoy en cambio considerada principalmente una obra juvenil, en torno a 1496.

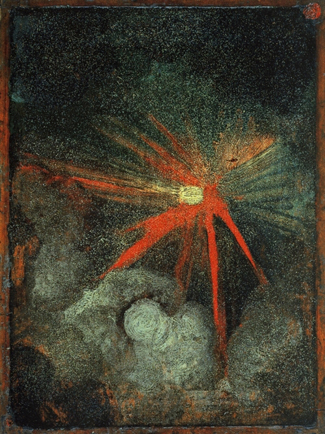
El reverso.